# Самін (Вармінсько-Мазурське воєводство)
Самін (пол. Samin, нім. Seemen) — село в Польщі, у гміні Домбрувно Острудського повіту Вармінсько-Мазурського воєводства.
Населення — 535 осіб (2011).

## Демографія
Демографічна структура станом на 31 березня 2011 року:
|          | Загалом | Допрацездатний вік | Працездатний вік | Постпрацездатний вік |
| -------- | ------- | ------------------ | ---------------- | -------------------- |
| Чоловіки | 268     | 61                 | 180              | 27                   |
| Жінки    | 267     | 65                 | 153              | 49                   |
| Разом    | 535     | 126                | 333              | 76                   |